# La Coubre
El vapor La Coubre fue un buque de origen francés que fue objeto de sabotaje en el puerto de La Habana el 4 de marzo de 1960 cuando transportaba armas y municiones. Tuvieron lugar dos explosiones que produjeron cerca de un centenar de muertos y doscientos heridos. También existe la posibilidad de un accidente, teniendo en cuenta la cantidad de armas y municiones en su interior. Es necesario señalar que para la descarga de ese tipo de mercancías el barco debe estar a una distancia segura del puerto y el traslado debe ser por patanas, medida de seguridad que se incumplió.

## Sucesos
A las 3:10 de la tarde del 4 de marzo de 1960, el carguero La Coubre, un barco de 4310 toneladas que transportaba 76 toneladas de municiones belgas desde el puerto de Amberes, estalló mientras descargaba en el Puerto de La Habana. La descarga de cargas peligrosas directamente en el muelle era contraria a las ordenanzas. En estos casos, los barcos debían amarrar en el centro del puerto y su carga sería llevada hasta el muelle en barcazas. La decisión de descargar a La Coubre directamente al muelle Tallapiedra aparentemente fue de Raúl Castro, el ministro de las Fuerzas Armadas Revolucionarias de Cuba.
En el momento de la explosión, el Che Guevara estaba en una reunión en el edificio del Instituto Nacional de Reforma Agraria. Después de escuchar la explosión y ver la nube de polvo subiendo sobre La Habana, se dirigió hasta el lugar de los hechos y pasó las siguientes horas prestando atención médica a los obreros y soldados heridos, muchos de ellos con lesiones fatales.
Treinta minutos después de la primera explosión, mientras cientos de personas estaban involucradas en una operación de rescate organizada por las FAR, tuvo lugar una segunda explosión, aún más poderosa, que tuvo como víctimas a las personas que voluntariamente fueron a socorrer a los heridos. Aun cuando la cifra exacta se desconoce, se estima que murieron entre 75 y 100 personas y fueron heridas otras 200.

## Consecuencias

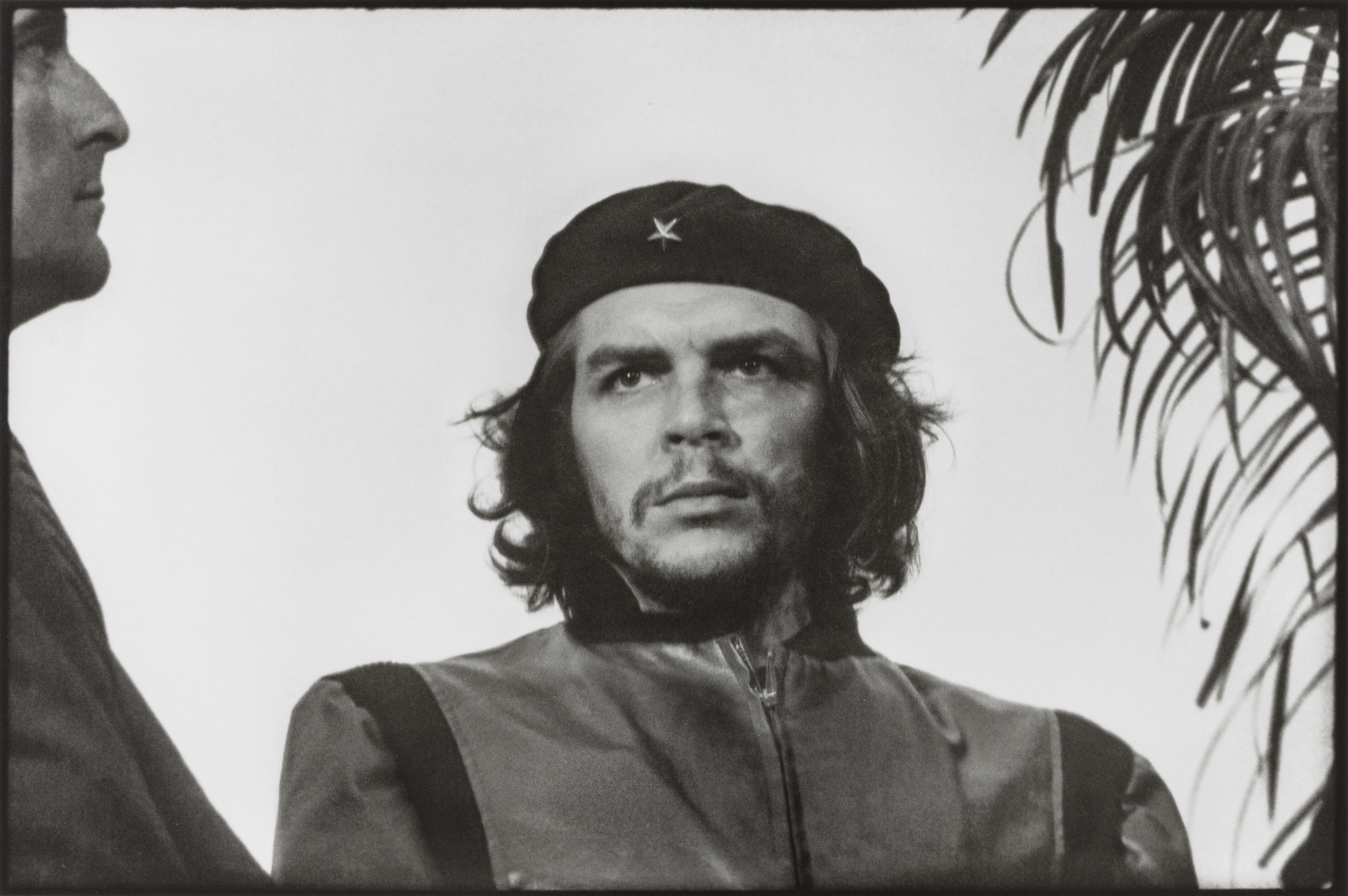
Ernesto Guevara, durante los funerales de las víctimas, al día siguiente de la explosión. Esta imagen, fue tomada por el fotógrafo Alberto Korda y se llamaría posteriormente como Guerrillero Heroico.

Por la noche el Consejo de Ministros en una sesion extraordinaria y aprueba ayudas para los familiares de las víctimas producidas por la explosión. También se declara duelo nacional por el término de 24 horas.
Alberto Korda tomó fotos en el funeral del 5 de marzo en el Cementerio Colón de La Habana, incluida la foto Guerrillero Heroico, que se ha convertido en una imagen icónica del Che Guevara.
Durante su discurso, Fidel Castro cambió por primera vez su lema político “Patria y Libertad”, que había utilizado desde la fundación del movimiento 26 de Julio, por la variante “Patria o Muerte” que había usado regularmente desde entonces.
La Coubre fue conducida a un dique seco. Regresó a servicio activo con la compañía francesa Compagnie Générale Transatlantique hasta 1972, cuando fue vendida a una compañía naviera en Chipre siendo rebautizado Barbara.

## Autoría

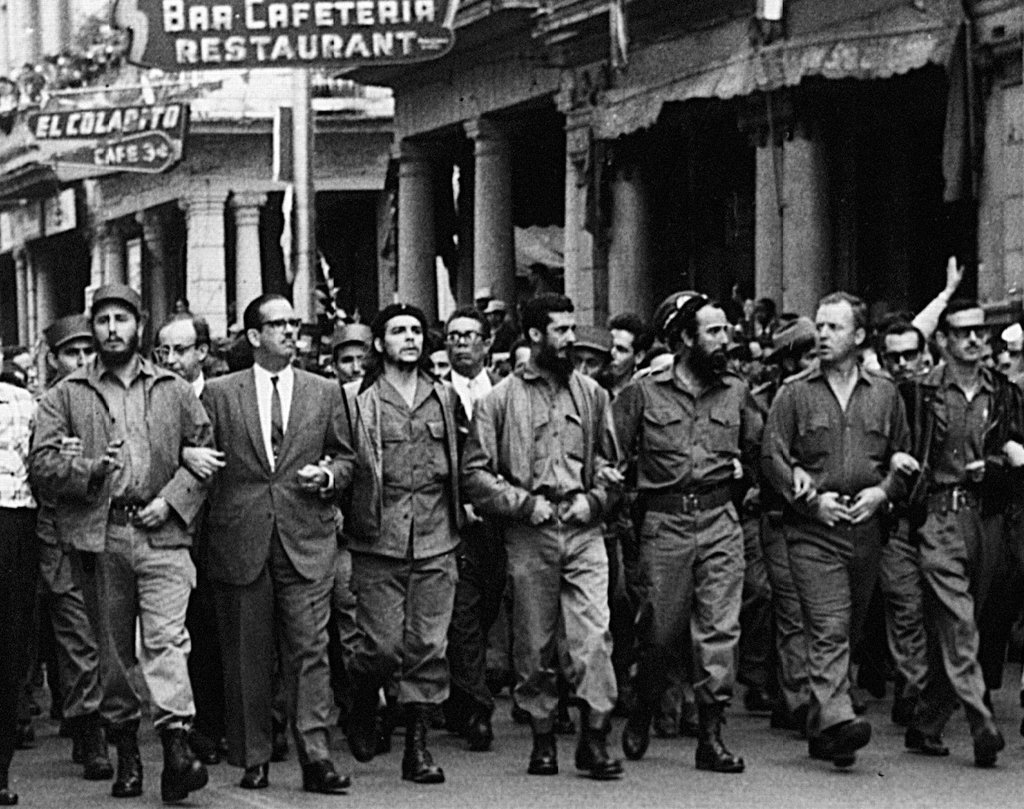
Marcha en memoria de las víctimas de la explosión de La Coubre. De izquierda a derecha: Fidel Castro, Osvaldo Dorticós Torrado, Che Guevara, Augusto Martínez Sánchez, Antonio Núñez Jiménez, William Alexander Morgan y Eloy Gutiérrez Menoyo marchando hacia el cementerio de Colón.

Fidel Castro alegó que fue un acto de sabotaje por parte de Estados Unidos, que negó cualquier participación. El 7 de marzo de 1960, el Miami Herald informó de los cargos presentados por Jack Lee Evans, un estadounidense que acababa de regresar de La Habana, donde había estado trabajando y viviendo con William Alexander Morgan, un estadounidense que había comandado las fuerzas rebeldes durante la Revolución cubana. Dijo que había abordado el La Coubre el 2 de marzo con Morgan y otros para transportar ametralladoras y municiones. Dijo que se había enterado de un complot de un trabajador portuario anticomunista para hacer explotar el barco, no creía que Morgan estuviera involucrado y ahora temía por su vida. Morgan negó haber estado alguna vez a bordo del barco y dijo de Evans: "El niño tiene que estar loco para decir algo así".
Hasta la fecha sigue sin aclararse la causa de la explosión, además de la versión oficial de la teoría del sabotaje por parte de la CIA presentada por el gobierno cubano, también existe la hipótesis de que pudo haber sido un accidente o una operación de bandera falsa.